# Cosmopterix rumakomi
Cosmopterix rumakomi là một loài bướm đêm thuộc họ Cosmopterigidae. Loài này có ở Thái Lan.